# لينا رايس
لينا رايس (بالإنجليزية: Lena Rice)‏ مواليد 21 يونيو 1866 في مقاطعة تيبيراري، جزيرة أيرلندا - الوفاة 21 يونيو 1907، كانت لاعبة كرة مضرب بريطانية. كما أنها إحدى بطلات الجراند سلام. حيث فازت ببطولة ويمبلدون سنة 1890.

## بطولات حققتها
- بطولة ويمبلدون

## النهائيات

### الفردي
الفوز (1)
| السنة | البطولة        | المنافس في النهائي | النتيجة في النهائي |
| 1890  | بطولة ويمبلدون | بلانش بينغلي       | انتصار سهل         |